# Sportclub Cham
Maillots
Actualités
Le SC Cham est un club de football suisse basé dans la ville du même nom, cette dernière se trouve dans le canton de Zoug. Le club évolue en Promotion League cette saison.

## Identité visuelle

Ancien blason

Logo actuel